# José Baltasar Olaechea
José Baltasar Olaechea y Alcorta (Santiago del Estero, 1819-1885) fue un sacerdote y político argentino, que ejerció como gobernador de Santiago del Estero entre 1876 y 1878.

## Biografía
Era hijo de Baltasar Olaechea, quien fuera juez y diputado, y Francisca Alcorta. Estudió como seminarista en Catamarca, ordenándose sacerdote en 1842. Estuvo en las diócesis de Salta y Paraná. En Santiago del Estero estuvo destinado en Villa Mailín y Santo Domingo, en esta última localidad  realizó gestiones y recaudaciones de fondos para la construcción de la parroquia.
En el plano político, fue presidente de la Junta de Instrucción Pública durante la gestión de Gregorio Santillán. Fue Diputado provincial y como tal presidente de la legislatura.
Asumió como gobernador en medio de una crisis económica y política. Logró que se dispusieran medidas de seguridad por parte de la legislatura frente a los malones indígenas. Dio impulso a la construcción de Santo Domingo y de la nueva catedral de Santiago del Estero y las obras de defensa del río Dulce. Creó la Dirección Provincial de Escuelas, en reemplazo de la Junta de Instrucción Pública, que redactó en 1878 su primer reglamento escolar.
La oposición a su gobierno motivó su renuncia en tres ocasiones, siendo aceptada finalmente por la legislatura en octubre de 1878.